# Zásobování vodou

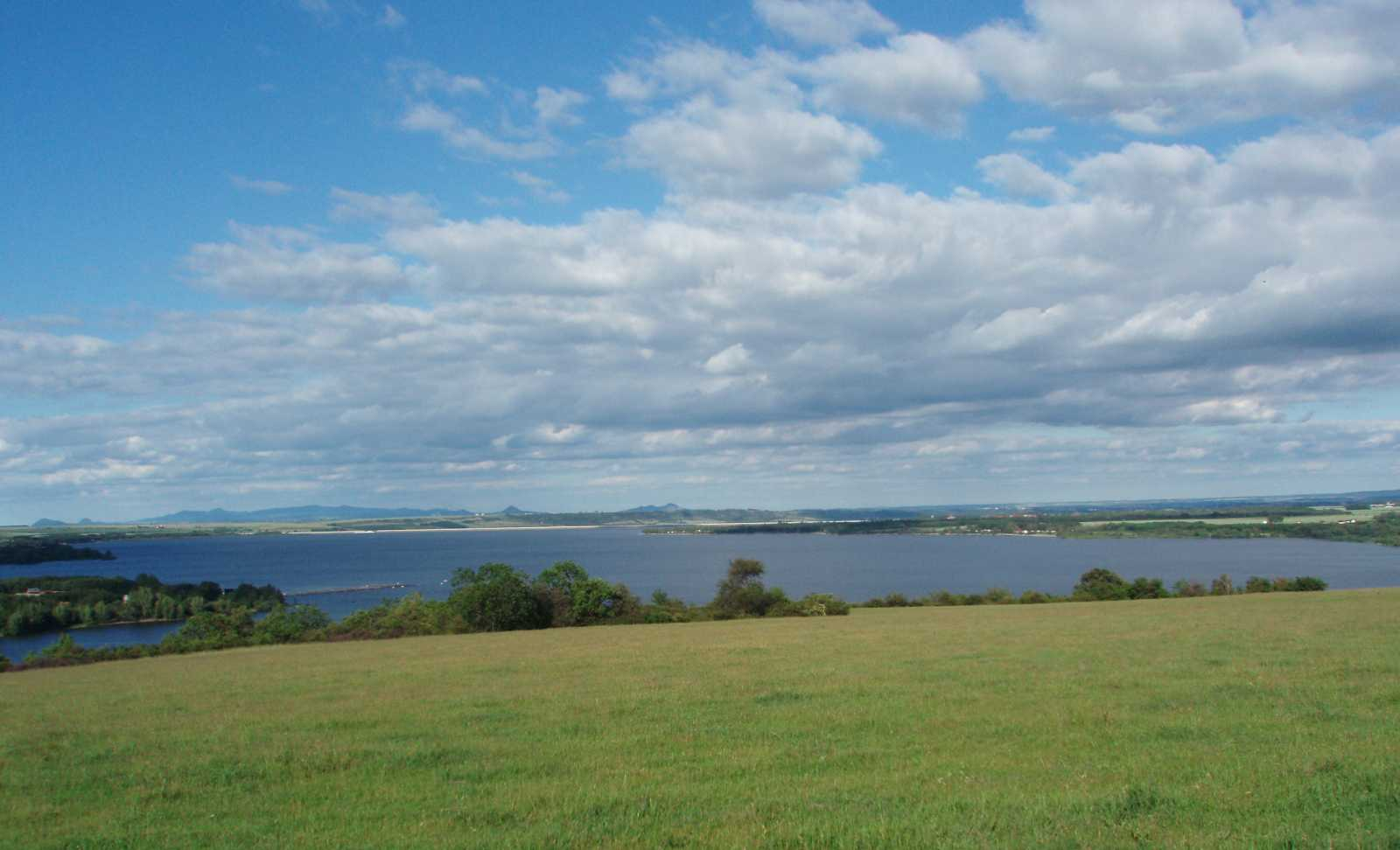
Zásobování vodou Chomutovska a Mostecka zajišťuje Vodní nádrž Nechranice

Zásobování vodou znamená zajištění dopravy vody z vodních zdrojů na místa odběru, které umožňuje využívání vody pro lidské potřeby.
Zásobováním obyvatel pitnou vodou se rozumí užívání studní pro vlastní potřebu, využívání vodovodních sítí pro zásobování obcí, případně havarijní zásobovaní cisternami nebo balenou vodou.
Zásobování průmyslových a energetických objektů spočívá obvykle v napojení na významný vodní tok a ve vybudování potrubí vedeného na delší vzdálenosti. Může se například jednat o dopravu vody pro chladicí systémy v jaderných nebo tepelných elektrárnách, pro chemické provozy nebo pro potravinářský průmysl. Součástí těchto potrubí jsou čerpací stanice, které při dopravě vody umožňují překonávat převýšení. 
Zásobování zemědělských provozů spočívá v zajištění vody pro zavlažování v oblastech s nedostatečnými přirozenými vodním srážkami.

## Česká republika
Zásobování obyvatel pitnou vodou reguluje v ČR zákon č. 274/2001 Sb. o vodovodech a kanalizacích a příslušná prováděcí vyhláška.
Vodoprávními úřady jsou obce s rozšířenou působností příslušné k místu odběru.
Příkladem vodohospodářských staveb jsou Průmyslový vodovod Nechranice nebo Podkrušnohorský přivaděč na Chomutovsku a Mostecku, které převádějí průmyslovou vodu z povodí Ohře do povodí Bíliny.